# Maryam Booth
Maryam Ado Mohammed, également connue sous le nom de Maryam Booth, née le 28 octobre 1993, est une actrice et mannequin nigériane, une star de l'industrie du cinéma du nord du Nigeria, en langue haoussa, le Kannywood.
Elle a commencé à acquérir une notoriété significative en Afrique avec le rôle de Zainab dans The Milkmaid, un film sorti en 2020 et réalisé par Desmond Ovbiagele, et a remporté pour ce rôle l'Africa Movie Academy Award de la meilleure actrice dans un second rôle.

## Biographie
Maryam Ado Mohammed est née en octobre 1993 à Kano, dans l'État de Kano au nord du Nigeria, dans une famille d'acteurs et d'actrices. Deux de ses frères et sœurs, mais aussi sa mère Hajiya Zainab Booth, ainsi qu'une tante et un cousin sont des acteurs,. Par ailleurs, son arrière-grand-père écossais, dont elle tient le patronyme Booth, est un Écossais, à l'origine du mouvement de l'Armée du salut en Écosse.
Elle commence très tôt, enfant, comme actrice, et se fait progressivement connaître, notamment par un des rôles principaux du film Dijangala de Ali Nuhu, sorti en 2008. Elle apparaît à l’écran dans d’autres réalisations, plus d’une centaine de films, est victime d’une sextape, une vidéo de 3 secondes où on la voit nue sortant d'une salle de bains (elle accuse un ex-petit ami d’être à l’origine de la diffusion de la vidéo),, et anime également l'édition 2019 des Best of Nollywood Awards.
Elle interprète le rôle de Zainab dans The Milkmaid, un film diffusé en 2020 et  réalisé par le nigérian Desmond Ovbiagele, qui représente le Nigeria dans la catégorie du meilleur film international aux Academy Awards dans l’édition 2020. Pour son interprétation, Maryam Booth remporte le trophée dans la  catégorie de la meilleure actrice dans un second rôle aux Africa Movie Academy Awards,. Elle continue ensuite les tournages comme par exemple en 2023 pour le film The Two Aishas, où elle partage les rôles principaux avec une autre actrice bien connue de Kannywood, Rahama Sadau.